# Rote Nase
Die Rote Nase ist ein kleiner Berggipfel mit 3240 m unterhalb des Zermatter Stockhorn. Die Rote Nase ist ein Teil des Skigebietes Gornergrat-Rothorn. Die Rote Nase kann von Triftji mit einem Skilift erreicht werden, oder vom Hohtälli mit einer Seilbahn. Im Sommer führt ein Weg vom Gornergrat bis zum Hohtälli (rot, T3) und von dort bis zum Zermatter Stockhorn (blau, T4) der direkt durch die Gipfelstation führt.
Die 1986 von Von Roll gebaute Seilbahn bietet Platz für 60 Personen.
Vom 22. Juni bis zum 18. Juli 1966 nutzte die Schweizer Alpinski-Nationalmannschaft den Skilift Triftji–Rote Nase, um sich auf die Weltmeisterschaften in Portillo/Chile vorzubereiten. Zur Akklimatisierung verbrachten die Athlet:innen zwei Wochen auf dem Gornergrat und mussten täglich zu Fuß von Hohtälli zur Roten Nase laufen – inklusive Ausrüstung.

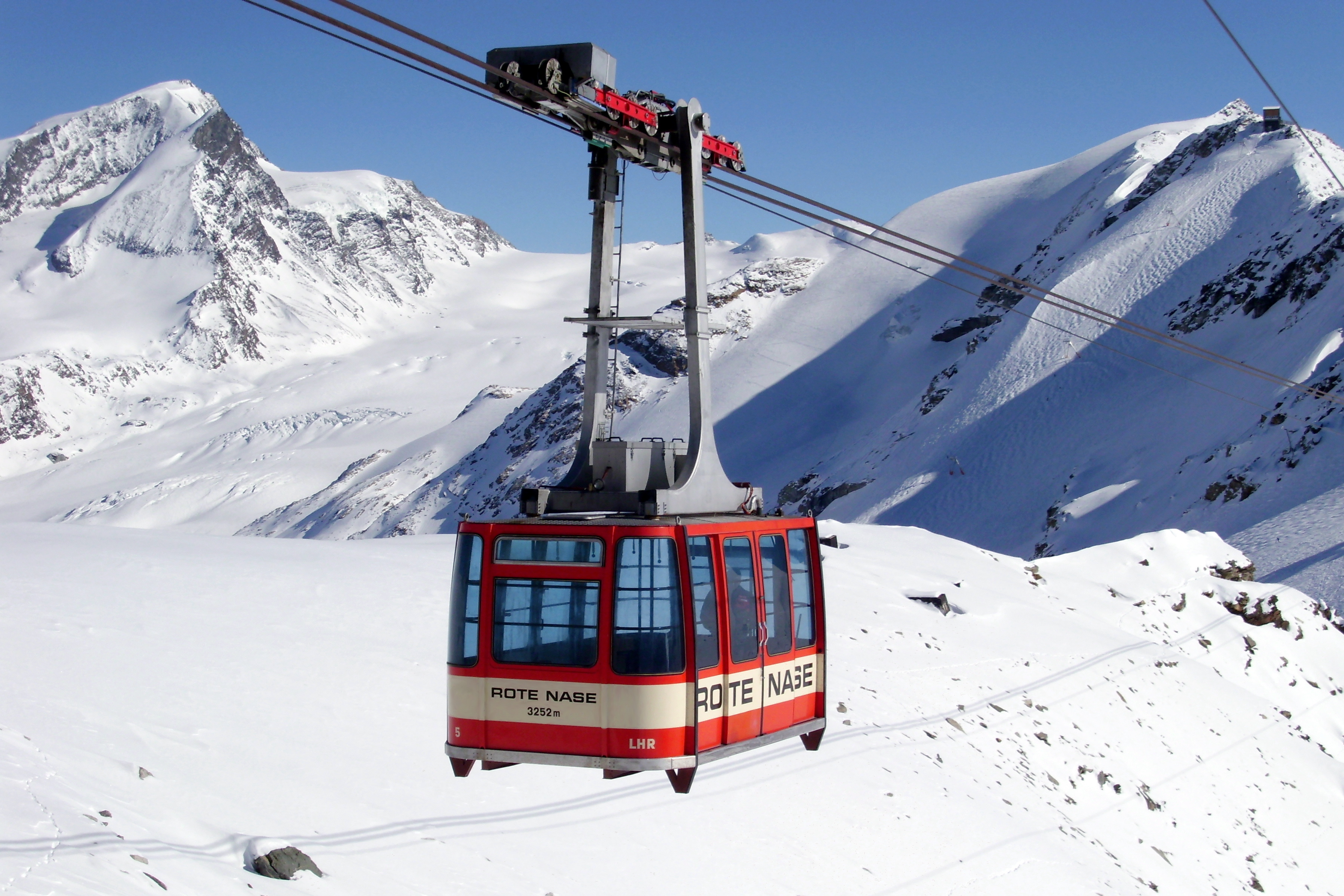
Seilbahn Rote Nase